# Бастия
Басти́я (корс. и фр. Bastia) — коммуна и город в регионе Корсика, префектура департамента Верхняя Корсика.
Население — 42,9 тыс. жителей (2005).
Бастия находится на северо-восточном побережье острова у основания мыса Корс, являясь основным портом и важным экономическим центром Корсики. Климат средиземноморский со среднемесячной температурой от +8°С зимой до +23 °C , летом (среднегодовая около +15 °C). Ветры часты и умеренны, осадков выпадает около 700 мм в год.

## История
С января 1794 года, после того как Корсика, не поддержав революцию, перешла под власть английской короны, в Бастии, в монастыре миссионеров, размещалась резиденция вице-короля Гилберта Эллиота.

## Природа
В нескольких километрах к югу от Бастии находится 16-километровое побережье Ла-Марана (La Marana). Пляж, обрамлённый сосновым лесом — традиционное место летнего отдыха для горожан. Море здесь довольно грязное; вся эта часть побережья поделена между загородными резиденциями и бесплатными пляжами при барах.
Лагуна Бигулья (Etang de Biguglia), питаемая реками Бевинко и Голо, – самая большая на Корсике и одно из лучших мест для редких перелётных птиц. Летом здесь гнездятся тростниковые и соловьиные камышовки, а зимой обитают серые цапли, зимородки, чомги, малые поганки, пастушки и разных видов уток.

## Галерея

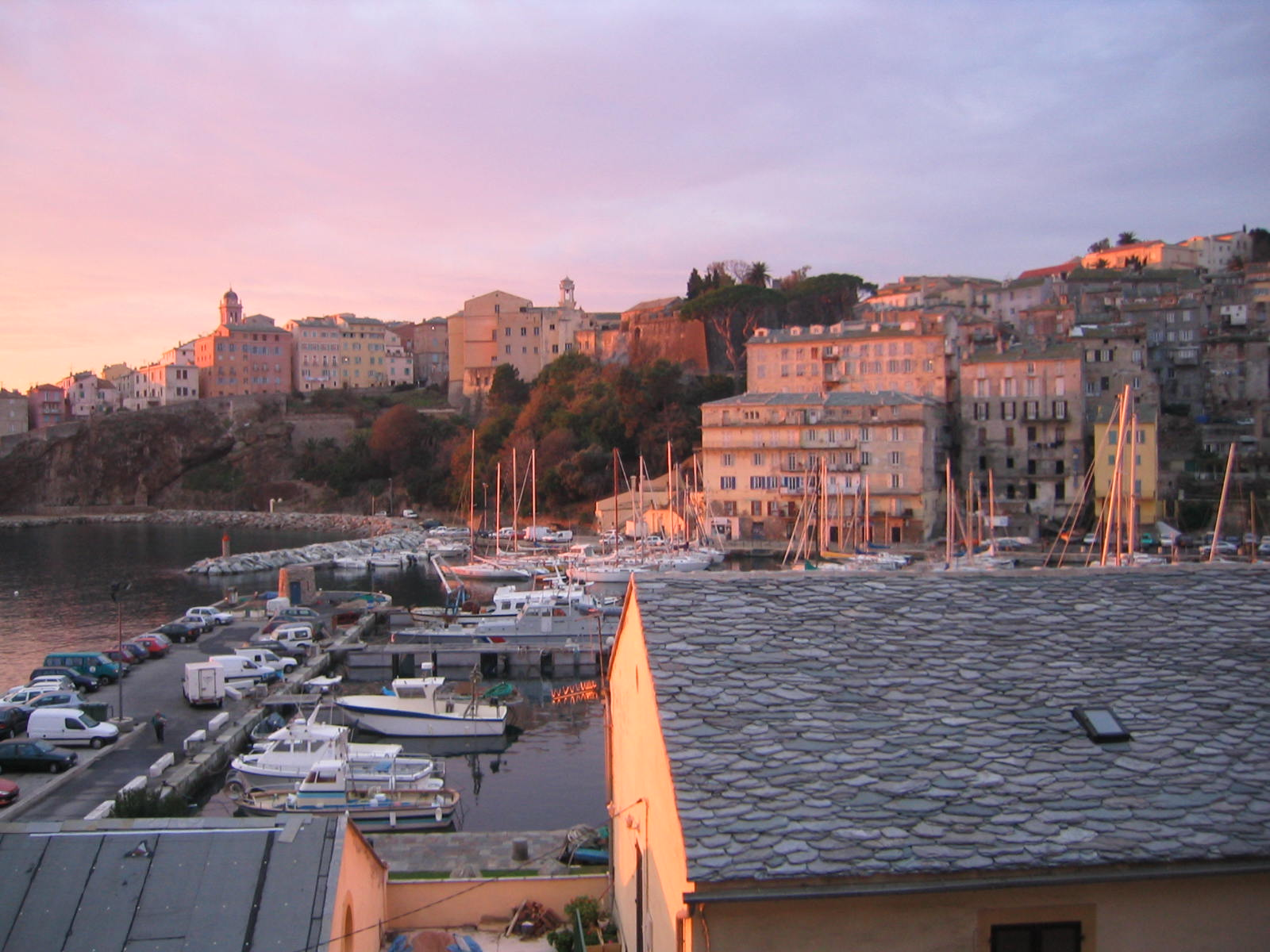
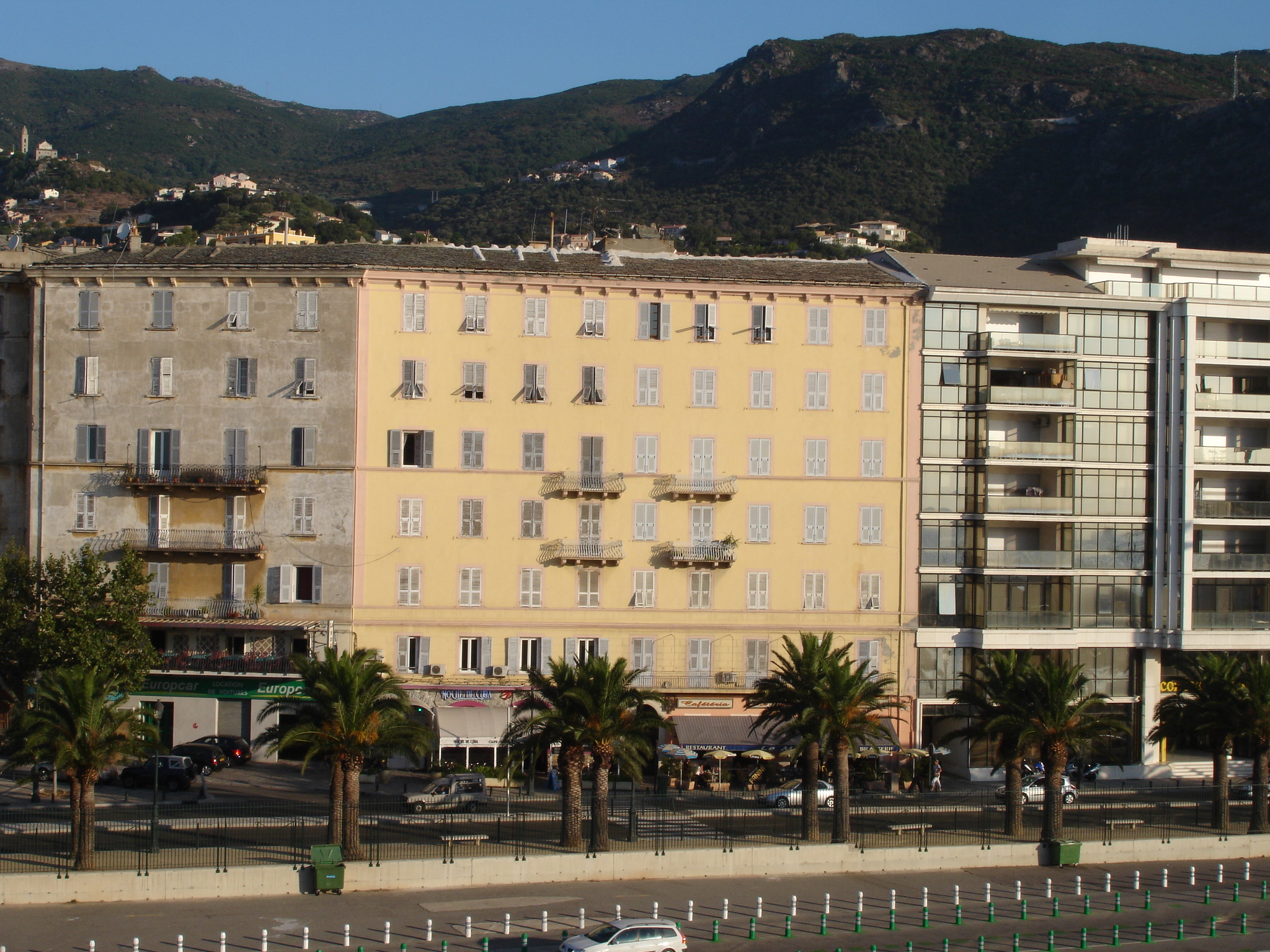
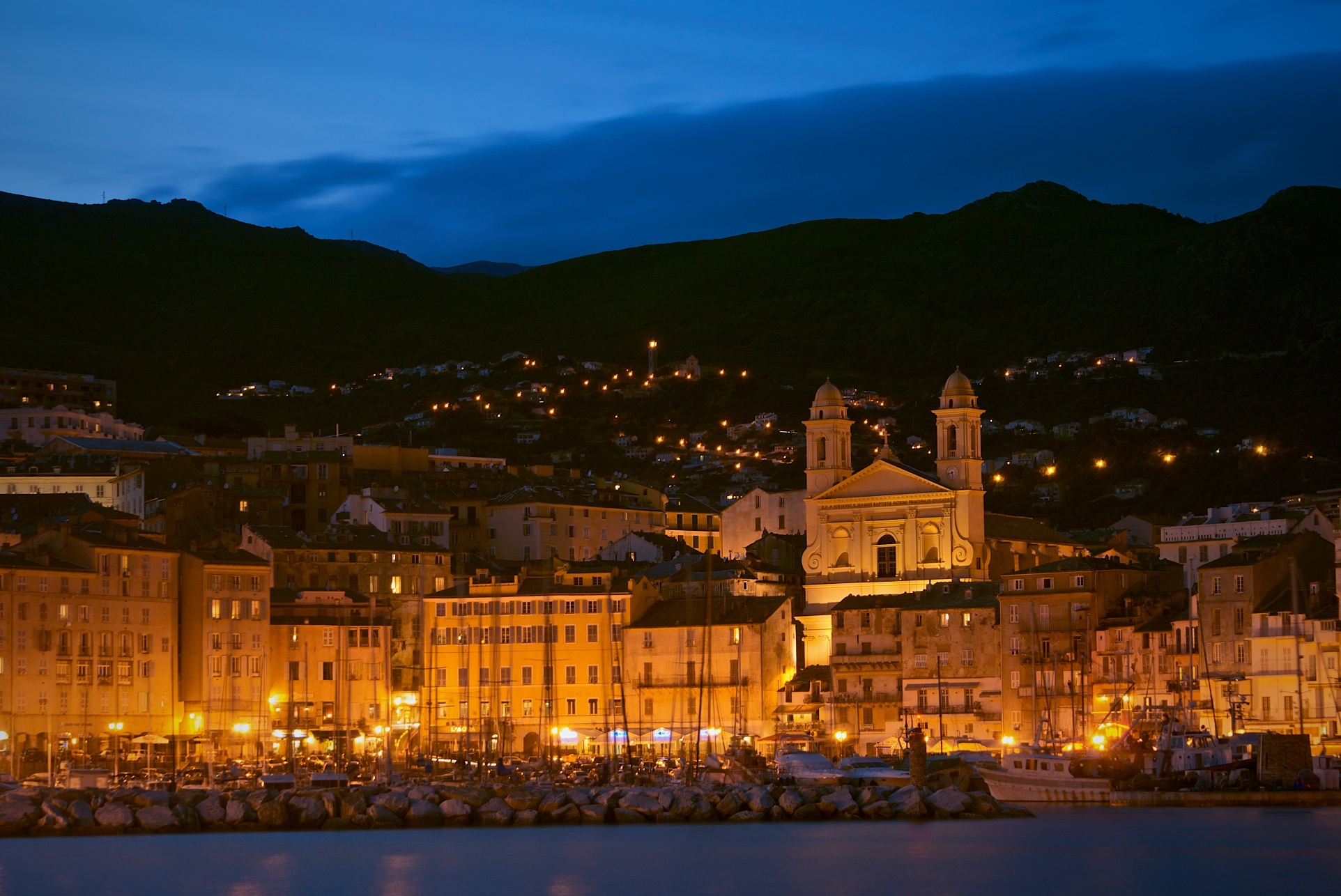
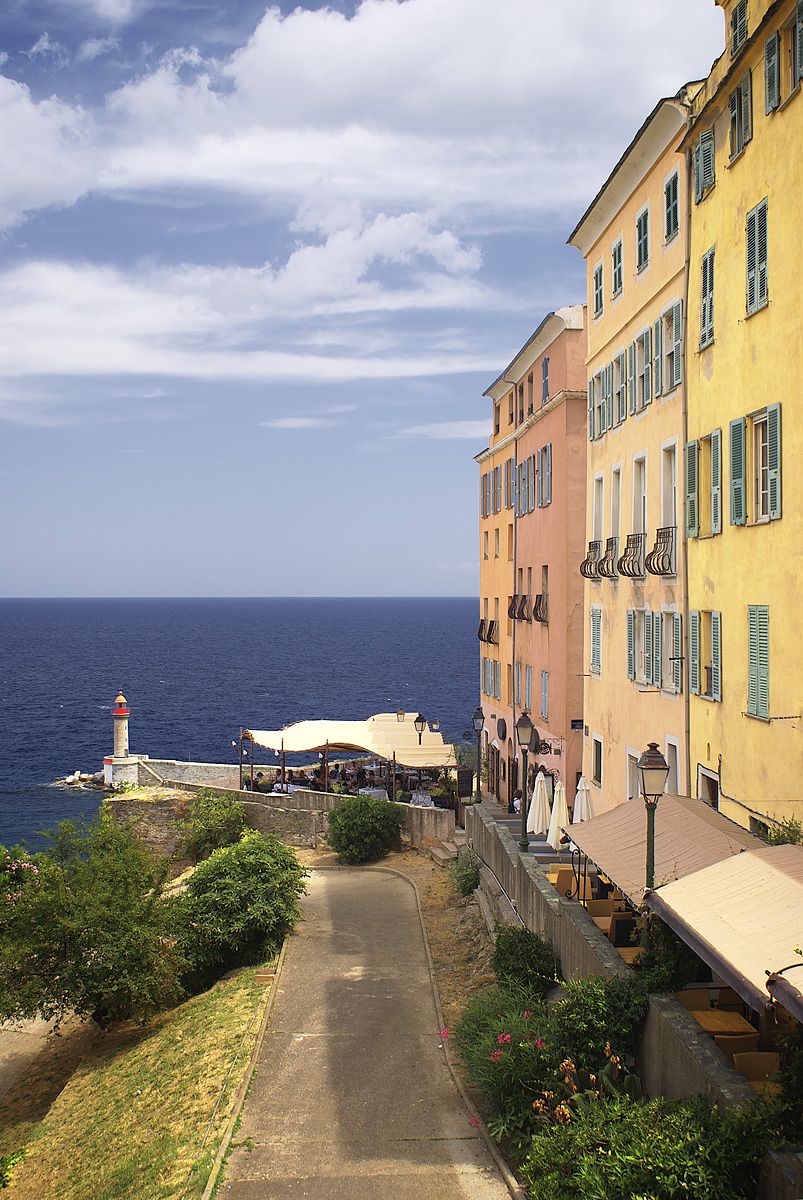

## Города-побратимы
- Эрдинг, Бавария, Германия.
- Виареджо, Тоскана, Италия.